# Techint
Techint («Течинт») — аргентинский конгломерат, основанный в Милане в 1945 году итальянским промышленником Агостино Рокка. Штаб-квартира в Буэнос-Айресе (Аргентина). Группа компаний состоит из шести основных компаний в следующих сферах деятельности: машиностроение, строительство, сталь, горнодобывающей промышленности, нефтегазовой промышленности, медицинской промышленности. Компания Techint является крупнейшей сталелитейной компанией Аргентины и второй в Латинской Америке. Techint — крупнейший в мире производитель бесшовных стальных труб.

## История
Компания была основана в сентябре 1945 года Агостино Рокка в Милане и первоначально называлась Compagnia Tecnica Internazionale (Международная техническая компания); позже название было сокращено до Techint. Вскоре были открыты филиалы в Аргентине, Бразилии, Чили и Мексике. В 1949 году компания получила крупный контракт на строительство газопровода в Аргентине, потом участвовала в других проектах по развитию инфраструктуры Хуана Перона. В 1954 году были построены заводы по производству бесшовных труб в Аргентине и Мексике. В 1969 году начал работу завод по производству холодокатанной стали в Энсенаде. В 1986 году был куплен производитель труб Siat, а в 1992 году — сталелитейная компания Somisa (обе в Аргентине). В 1996 году была куплена итальянская компания Dalmine, в которой некогда начинал карьеру Агостино Рокка. В 1998 году группа выиграла тендер при приватизации венесуэльской компании Sidor. В 2002 году в Люксембурге была зарегистрирована холдинговая компания Tenaris, объединившая Siderca, Tamsa и Dalmine. В 2004 году был приобретён румынский завод Silcotub, а в 2005 году — компания Hylsa в Мексике. В 2006 году была куплена Maverick Tube Corporation с предприятиями в США, Канаде и Колумбии.
23 августа 2005 года компания Techint Group приобрела 99,3 % мексиканской сталелитейной компании Mexican Hylsamex, производившей оборудование для нефтегазовой отрасли. В 2007 году президент Венесуэлы Уго Чавес национализировал предприятия Techint в Венесуэле. В 2010 году был открыт новый завод в Саудовской Аравии, а в 2011 году — в Мексике, в 2014 году — в Эквадоре, в 2016 году — в Казахстане, в 2017 году — в Техасе. В 2019 году было создано совместное предприятие с «Северсталью».

## Деятельность
Объём производства стали на сталелитейных комбинатах группы в 2020 году составил 12,55 млн тонн, что соответствовало 34-му месту в мире.